# Méridainka
Méridainka (Coeligena eos) är en fågel i familjen kolibrier.

## Utbredning och systematik
Fågeln förekommer i Anderna i västra Venezuela i södra Lara, Trujillo, nordvästra Barinas, Mérida and Táchira.  Den kategoriserades tidigare som underart till gyllenbukig inka (Coeligena bonapartei) men urskildes 2016 som egen art av BirdLife International, 2022 av tongivande eBird/Clements och 2023 av International Ornithological Congress.

## Status
Arten har ett begränsat utbredningsområde, men beståndet anses vara stabilt. IUCN kategoriserar den som livskraftig.